# Alexander Yevgeniev
Alexander Yevgeniev (Unión Soviética, 20 de julio de 1961) fue un atleta soviético, especializado en la prueba de 4 x 100 m en la que llegó a ser subcampeón mundial en 1987.

## Carrera deportiva
Fue campeón de la Unión Soviética en los 200 metros, en 1985 y 1986.
En el Mundial de Roma 1987 ganó la medalla de plata en relevos 4 x 100 metros, con un tiempo de 38.02 segundos que fue récord de Europa, llegando a la meta por detrás de Estados Unidos y por delante de Jamaica, siendo sus compañeros de equipo: Viktor Bryzgin, Vladimir Muravyov y Vladimir Krylov.